# Psammechinus microtuberculatus
Psammechinus microtuberculatus (лат.) — вид морских ежей семейства Parechinidae. Обитает на мелководье в восточной части Атлантического океана и в Средиземном море.

## Внешний вид

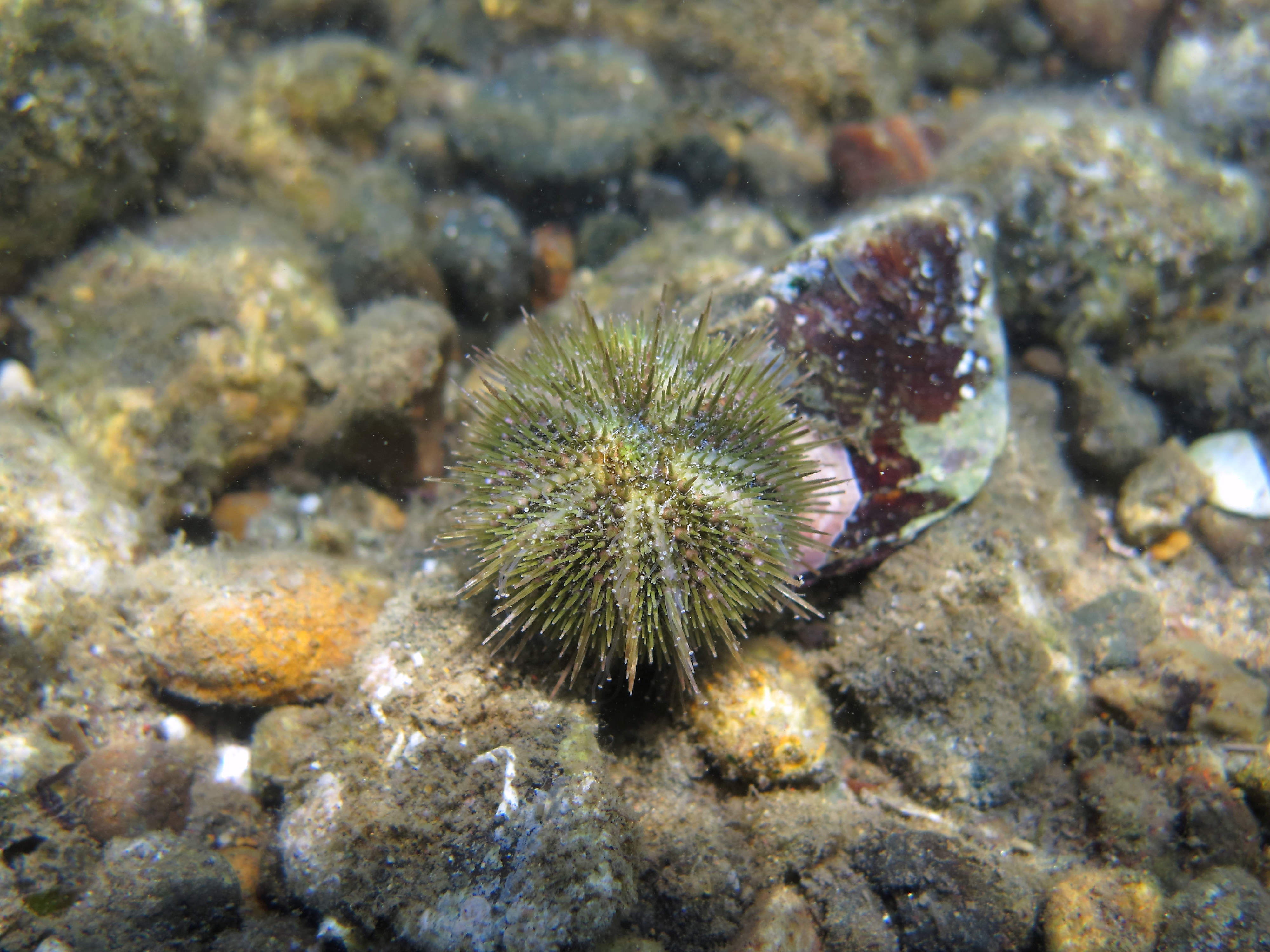
P. microtuberculatus, побережье Греции.

Psammechinus microtuberculatus — небольшой «правильный» морской ёж, достигающий в диаметре до 4 см, сплющенный на оральном и аборальном полюсах. Окраска бледная, часто беловатая, коричневатая или зеленоватая с зелёными или розовыми вкраплениями. Шипы («радиолы») достигают длины не более 1,5 см и, как правило, светло-зеленоватые (особенно ближе к кончику). У этого морского ежа есть педицеллярии трёхзубчатые и длинные, мощные и хорошо заметные ножки, которые позволяют ему прочно цепляться за сложные субстраты (отсюда его другое прозвище — лазающий морской ёж).

## Распространение и местообитание
P. microtuberculatus обитает преимущественно в Средиземном море и частично в восточном Атлантическом океане от Марокко до Галисии. Севернее в Атлантике его заменяет близкий родственник Psammechinus miliaris. Встречается на каменистых грунтах и в зарослях морской травы (с сильным сродством к посидонии), а также в лагунах, но не на мягких грунтах, таких как песок или ил. Это вид, ведущий скрытный образ жизни, предпочитающий пребывать в течение дня в расщелинах, углублениях или прячущимся под камнями. Встречается от поверхности до глубины 100 м.

## Биология
Это всеядный вид, питающийся водорослями, детритом, падалью и медленно движущимися беспозвоночными.
Размножение раздельнополое: самцы и самки весной одновременно выбрасывают гаметы, благодаря феромонному сигналу, в открытую воду, где яйца, а затем личинки («плутеус») развиваются среди планктона в течение нескольких недель, прежде чем осесть на грунте.

## Взаимоотношения с человеком
Как и большинство морских ежей P. microtuberculatus часто причиняет сильную боль пловцу, когда тот случайно наступает на него: его иглы, как правило, обламываются в ране, и удалить их полностью практически невозможно. К счастью, этот морской ёж небольшой и неядовитый, поэтому он не представляет большой опасности при правильной дезинфекции раны: человеческий организм растворяет частицы шипов в течение нескольких недель. Кроме того, этот морской еж встречается в местах купания гораздо реже, чем «чёрный» (Arbacia lixula) или «фиолетовый» (Paracentrotus lividus), и поэтому вызывает меньше неприятных встреч.
Крошечный репродуктивный орган этого морского ежа (называемый «кораллом» из-за цвета) ценится за свои вкусовые качества и съедобен, его употребляют в пищу в виде «супа из морских ежей» в некоторых районах Средиземноморского бассейна, но его потребление остаётся незначительным по сравнению с потреблением «фиолетового морского ежа» Paracentrotus lividus.

## Название
Родовое название Psammechinus происходит от древнегреческих слов psammos («песок») и echinos («ёж»). Видовое название microtuberculatus — от латинского micro («маленький») и tuberculum («бугорок»), что указывает на его небольшие бугорки.
В Европе этого морского ежа обычно называют «зелёным морским ежом» из-за его окраски (которую, однако, можно спутать с несколькими другими видами, например с Strongylocentrotus droebachiensis), а иногда и «лазающим морским ежом» из-за его способности лазать, хотя теоретически этот термин следует зарезервировать для его родственника Psammechinus miliaris.